# Delray Beach Winter Championships 1994
Il Delray Beach Winter Championships 1994 è stato un torneo femminile di tennis giocato sul cemento. È stata la 16ª edizione del torneo, che fa parte della categoria Tier II nell'ambito del WTA Tour 1994. Si è giocato nel Delray Beach Tennis Center di Delray Beach negli USA, dal 28 febbraio al 6 marzo 1994.

## Campionesse

### Singolare
Steffi Graf ha battuto in finale  Arantxa Sánchez Vicario con il punteggio di 6–3, 7–5

### Doppio
Jana Novotná /  Arantxa Sánchez Vicario hanno battuto in finale  Manon Bollegraf /  Helena Suková con il punteggio di 6–2, 6–0